# Planera (higo)
Planera es un cultivar de higuera de tipo higo común Ficus carica, unífera (con una sola cosecha por temporada, los higos de otoño), con higos de epidermis con color de fondo verde claro sobre todo alrededor del ostiolo, y con sobre color morado verdoso alrededor del pedúnculo (cuando está muy maduro se queda un color morado prácticamente en todo el higo). Se cultiva en la colección de higueras de Montserrat Pons i Boscana en Llucmajor (España).

## Sinonimia
- “sin sinónimo”,[4][6][7]

## Historia
Actualmente la cultiva en su colección de higueras baleares Montserrat Pons i Boscana, rescatada de un ejemplar o higuera madre localizada en el predio de "sa Maimona" propiedad de Joana Sitjar i Cirera quedando dos árboles de esta variedad, pero muy envejecidos. Los esquejes fueron conseguidos a través de Diego Gomez mayoral de la citada finca.
La variedad 'Planera' está circunscrita al lugar donde es conocida y cultivada, pero citada y datada desde muchos años atrás.

## Características
La higuera 'Planera' es una variedad unífera de tipo higo común de una sola cosecha productiva de buena calidad. Árbol de vigorosidad elevada, y un buen desarrollo en terrenos favorables, copa redondeada de porte esparcido con ramas alargadas y follaje espeso, con poca emisión de rebrotes. Sus hojas son de 3 lóbulos en su mayoría, y pocas de 1 lóbulo así como de 5 lóbulos. Sus hojas con dientes presentes márgenes serrados finos poco marcados, pilosidad en el envés y con un ángulo peciolar obtuso. 'Planera' tiene poco desprendimiento de higos, con un rendimiento productivo elevado y periodo de cosecha prolongado. La yema apical cónica de color verde.
Los frutos de la higuera 'Planera' son frutos de un tamaño de longitud x anchura:43 x 46mm, con forma urceolada, a pesar de que, cuando están en plena madurez la forma es muy variable, cónica o aplanada. Los higos son de tamaño grande, sus frutos son simétricos en la forma, y poco uniformes en las dimensiones, con un bajo porcentaje de frutos aparejados y sin formaciones anormales, de unos 34,864 gramos en promedio, cuya epidermis es de grosor delgado, de textura medio áspera, de consistencia mediana, con color de fondo verde claro sobre todo alrededor del ostiolo, y con sobre color morado verdoso alrededor del pedúnculo (cuando está muy maduro se queda un color morado prácticamente en todo el higo). Ostiolo de 2 a 5 mm con escamas medianas rosadas. Pedúnculo de 4 a 8 mm troncocónico verde claro. Grietas longitudinales marcadas muy vistosas. Costillas poco marcadas. Con un ºBrix (grado de azúcar) de 25 de sabor dulce jugoso, con color de la pulpa rojo granate. Con cavidad interna pequeña, con aquenios grandes en tamaño y en poca cantidad. Los frutos maduran con un inicio de maduración de los higos sobre el 6 de agosto a 2 de octubre. Cosecha con rendimiento productivo elevado, y periodo de cosecha prolongado.
Se usa en alimentación humana en fresco, y también en alimentación de ganado porcino y ovino. De consistencia mediana son poco resistentes al transporte, a las lluvias, al agriado y susceptibles a la apertura del ostiolo. Poca facilidad al desprendimiento del árbol cuando madura.

## Cultivo
'Planera', se utiliza en alimentación humana en fresco, y alimento para el ganado. Se está tratando de recuperar de ejemplares cultivados en la colección de higueras baleares de Montserrat Pons i Boscana en Llucmajor.